# Mokrá-Horákov
Mokrá-Horákov – wieś i gmina w Czechach, w powiecie Brno, w kraju południowomorawskim. Według danych z dnia 1 stycznia 2013 liczyła 2 743 mieszkańców.